# Dillwynia sericea
Dillwynia sericea är en ärtväxtart som beskrevs av Allan Cunningham. Dillwynia sericea ingår i släktet Dillwynia och familjen ärtväxter. Inga underarter finns listade i Catalogue of Life.

## Bildgalleri

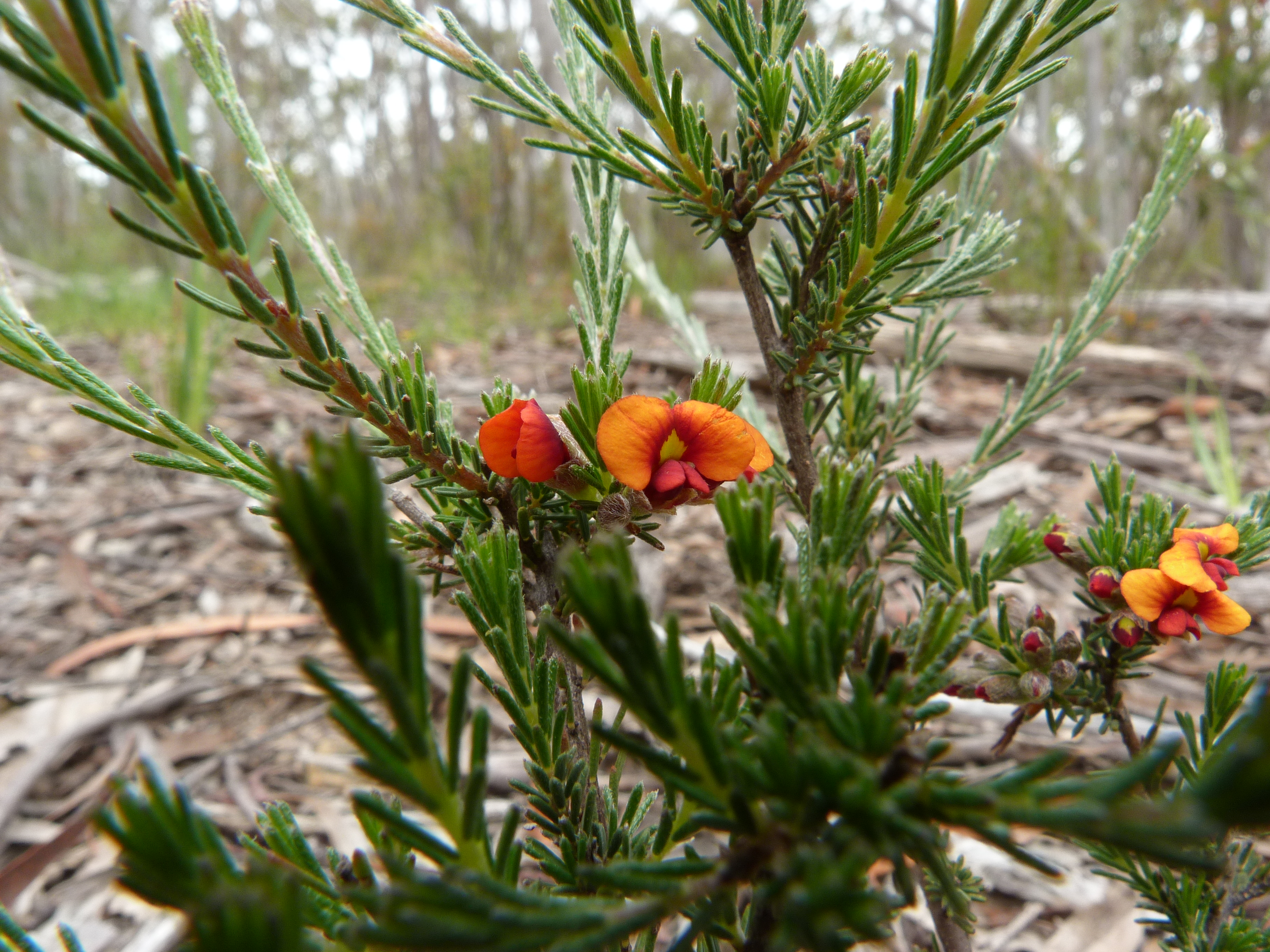
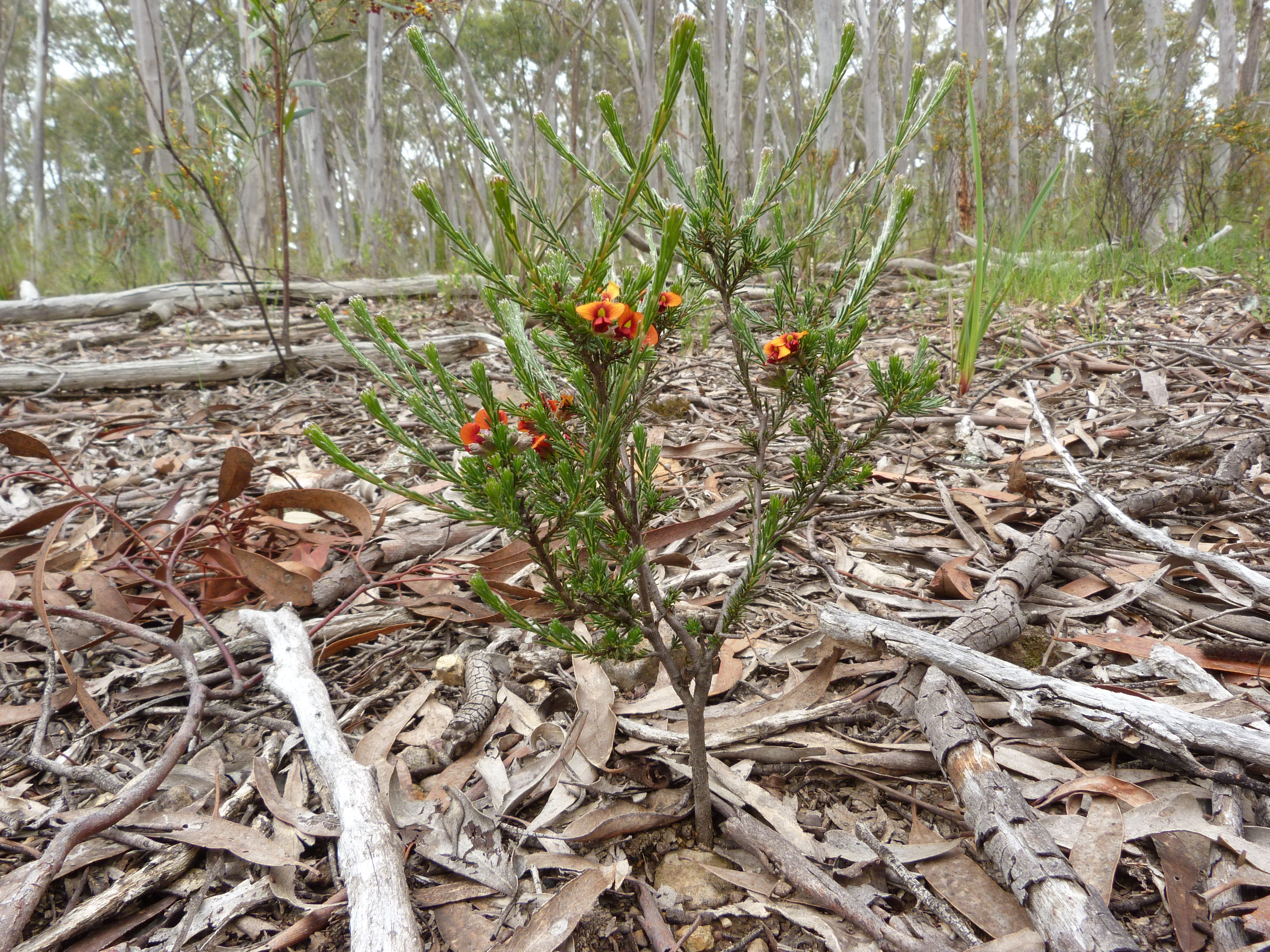
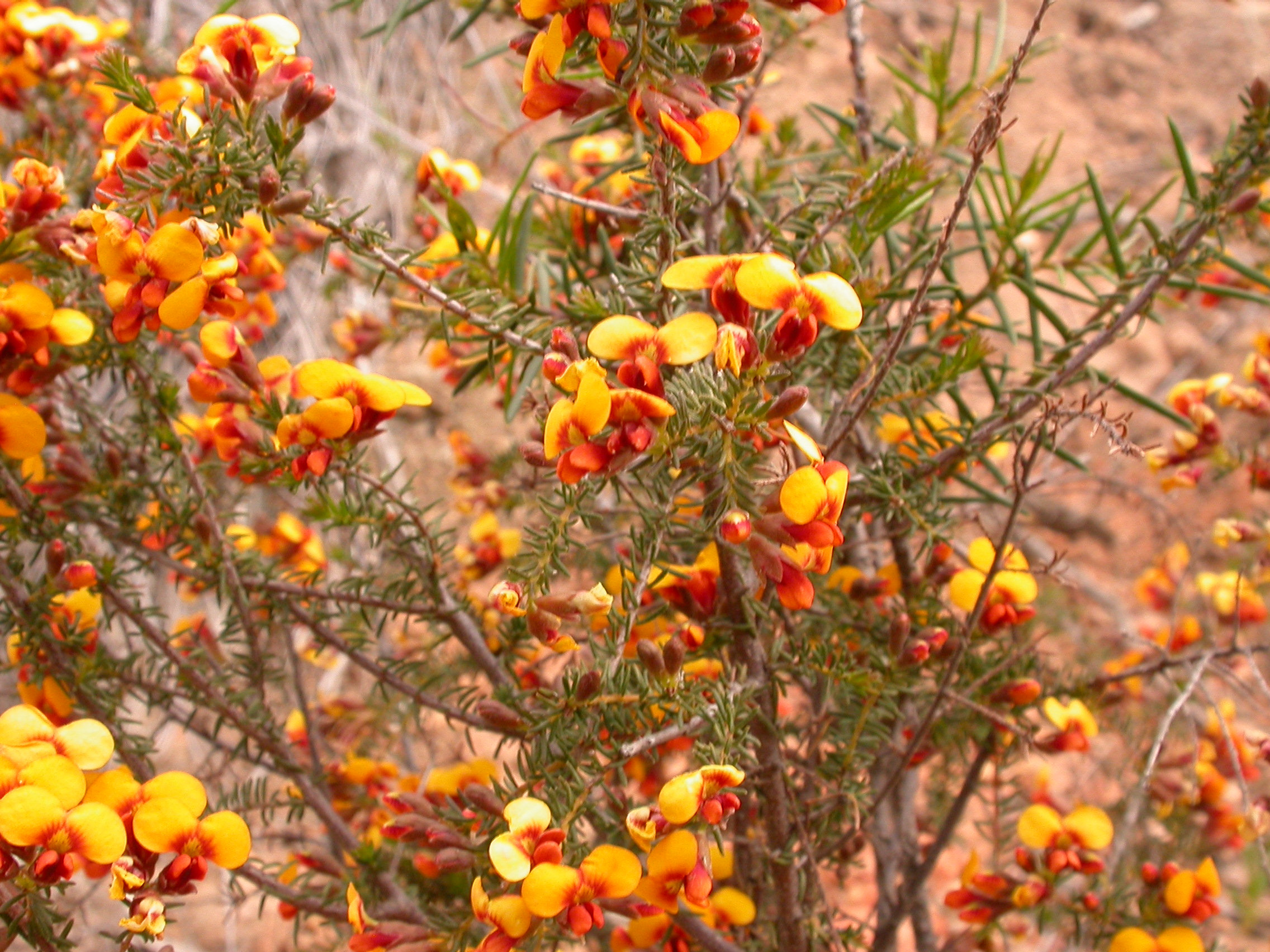
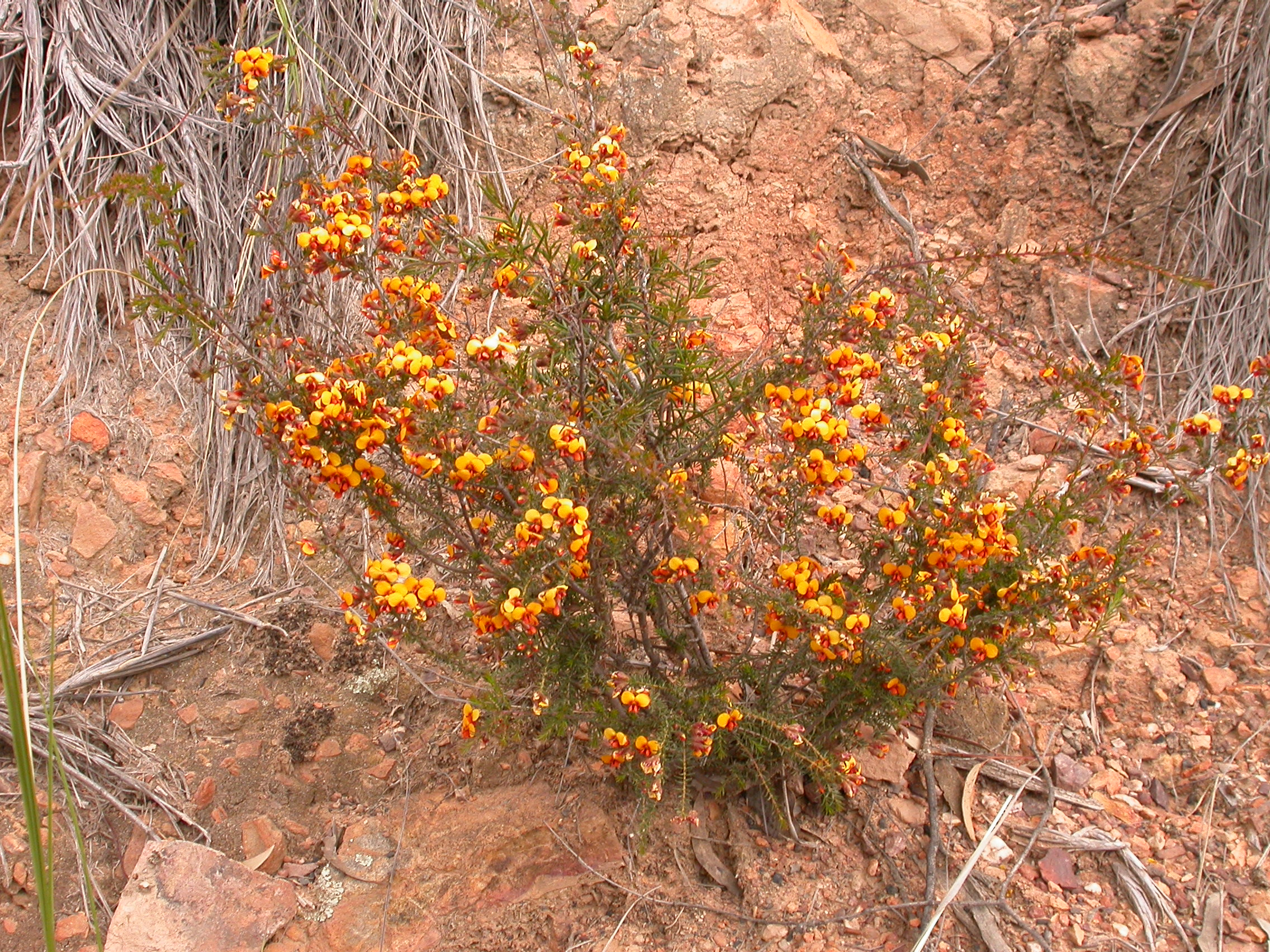